# Orthocentrus nigristernus
Orthocentrus nigristernus är en stekelart som beskrevs av Camillo Rondani 1877. Orthocentrus nigristernus ingår i släktet Orthocentrus och familjen brokparasitsteklar. Inga underarter finns listade i Catalogue of Life.